# هيلمر داهل
هيلمر داهل (بالنرويجية البوكمول: Helmer Dahl)‏ هو مهندس نرويجي، ولد في 17 يونيو 1908، وتوفي في 29 مارس 1999.